# عقد رانفييه
عُقد رانفييه (بالإنجليزية: Nodes of Ranvier) كما تُعرف أيضًا باسم فجوات غمد المايلين هي فجوات وفواصل منتظمة تقع على طول المحاور العصبية الميالينية بحيث يواجه غشاء المحور العصبي الحيز الخارج خلوي. عُقد رانفييه غير معزولة وثرية للغاية بالقنوات الأيونية، مما يسمح لها بالمشاركة في تبادل الأيونات المطلوبة لتجديد جهود الفعل. يُشار إلى التوصيل العصبي في المحاور الميالينية بالتوصيل القفزي بسبب الطريقة التي يبدو فيها جهد الفعل «يقفز» من عقدة إلى أخرى على طول المحور العصبي. هذا يؤدي إلى توصيل ونقل أسرع بكثير لجهود الفعل.

## نظرة عامة
العديد من المحاور العصبية في الفقاريات تكون محاطة بغمد الميالين، مما يسمح بانتشار «قفزي» سريع وفعال لجهود الفعل. تُظهِر الاتصالات بين الخلايا العصبية والخلايا الدبقية مستوى عالٍ جدًا من التنظيم المكاني والزمني في الألياف الميالينية. تلتف الخلايا الدبقية الميالينية؛ والخلايا الدبقية القليلة التغصُّن في الجهاز العصبي المركزي (CNS)، وخلايا شوان في الجهاز العصبي المحيطي (PNS)، حول المحور العصبي، تاركين غمد المحور مكشوفة نسبيًا في عقد رانفييه المنتظمةُ-الفواصل.
يتم دمج الأغشية الدبقية الداخلية لتشكيل الميالين، في حين يتم لف الحلقات العظمية المملوءة بالسيتوبلازم للخلايا الميالينية حلزونيًا حول المحوار على جانبي العُقد. يتطلب هذا النوع من التنظيم رقابة تنموية مشددة وتشكيل مجموعة متنوعة من مناطق الاتصال المتخصصة بين مناطق مختلفة من غشاء الخلية الميلين. كل عقدة من عُقد رانفييه تكون محاطة بمناطق جانبية شبه عُقدية حيث يتم إرفاق الحلقات الدبقية الملفوفة حلزونيًا بغشاء عصبي بواسطة تقاطع يشبه الحاجز.

يُسمى الجزء الواقع بين عُقد رانفييه بالقطعة الراجبيية، ويشار إلى الجزء الخارجي بالمنطقة المجاورة. يتم تغليف العقد بزغيبة من الجانب الخارجي لغشاء خلية شوان في الجهاز العصبي المحيطي، أو عن طريق ملحقات حول العجان من الخلايا النجمية في الجهاز العصبي المركزي.

## البنية
القطعة الراجبية تُمثل أجزاء الميالين، ويشار إلى الفجوات المنتظمة بينها بالعُقد. يتفاوت حجم وتباعد القطعة الراحبية مع قطر الألياف في علاقة منحنية يتم استمثالها لتحقيق أقصى سرعة توصيل ممكنة. يتراوح حجم العقد من 1-2 ميكرومتر، بينما يمكن أن يصل طولها إلى (وأحيانًا أكبر من) 1.5 ملم، وذلك اعتمادًا على قطر المحور ونوع الألياف.
يختلف هيكل العُقدة والمناطق المحيطة عن القطعة الراجبية تحت غمد الميالين المتراصة بشكل محكم، ولكنها متشابهة جدًا في CNS وPNS. يواجه المحوار البيئة الخارج خلوية عند العقدة ويضيق في قطرها. يعكس حجم المحاور المنخفض كثافة تعبئة عالية للخيوط العصبية في هذه المنطقة، والتي هي أقل كثافة من الفسفرة ويتم نقلها بشكل أبطأ. هناك أيضًا زيادة في عدد الحويصلات والعضيات الأخرى عند العقد، مما يشير إلى وجود اضمحلال (مختنق)  في النقل المحوري في كلا الاتجاهين بالإضافة إلى إشارات محورية-دبقية.
عندما يتم تشكيل مقطع طولي من خلال تشكل الميالين لخلية شوان عند العُقدة، يتم تمثيل ثلاثة قِطع مميزة: القطعة الراجبية النمطية، المنطقة العُقدية الجانبية، والعقدة نفسها. في القطعة الراجبية، تحتوي خلية شوان على طوق خارجي من السيتوبلازم، وغلاف المايلين المرصوص، والياقة الداخلية للسيتوبلازم، وأكسيموليما. في المناطق العُقدية الجانبية، تلامس حلقات السيتوبلازم الغضروفي ثخانة المحور السمعي لتشكيل تقاطعات تشبه الحاجز. في العقدة وحدها، يكون غمد المحور العصبي مرتبط بالعديد من زغائب شوان وتحتوي على طبقة تحتية كثيفة من الهيكل الخلوي.

### الاختلافات بين الجهاز العصبي المركزي (CNS)والمحيطي (PNS)
على الرغم من أن دراسات التَشْميد (طريقة لتحضير النسج لِلفحص المجهري) قد كشفت أن المِحْوَرَة العُقَدِيَّة في كلٍّ من الجهاز العصبي المركزيوالجهاز العصبي المحيطيمُخصَّبة في الجسيمات الغشائية (IMPs) مقارنةً بالقطعة الراجبية، إلا أن هناك بعض الاختلافات الهيكلية التي تعكس مكوناتها الخلوية.في PNS، تَنتأ بعض الزغائبالمتخصصة من الطوق الخارجي لخلايا شوانوتقترب جدًا من المحورالعُقدي للألياف الكبيرة. تكون نتوءات خلايا شوانمتعامدة على العقدة وتتشعب من المحاور المركزية. في المقابل، في CNS، تأتي واحدة أو أكثر من العمليات النجميةبالقرب من العقد. يُعتقد بأن هذه العمليات تَصدُر من الخلايا النجميةالمتعددة الوظائف، على عكس عدد من الخلايا النجمية المخصصة للاتصال بالعقدة فقط. من ناحية أخرى، في PNS، تكون الطبقة أو الصفيحة القاعدية التي تحيط بخلايا شوان متواصلة عبر العقدة.

### التكوين
تحتوي عقد رانفييه على مُبادِلات الصوديوم-بوتاسيوم، ومُبادلات الصوديوم-كالسيوم، وكثافة عالية من قنوات الصوديوم التي تولد جهود الفعل. تتكون قناة الصوديوم من وحدة فرعية α مُكوِّنة للمسام ووحدتان فرعيتان ثانويتان β، والتي ترسخ القناة إلى مكونات خارج خلوية وداخل خلوية. تتكون عُقد رانفييه في الجهاز العصبي المركزي والمحيطي في الغالب من الوحدات الفرعية αNaV1.6 و β1. يمكن أن ترتبط منطقة الوحدات الفرعية خارج الخلية β مع نفسها ومع بروتينات أخرى، مثل تيناسكين R (Tenascin) وجزيئات التصاق الخلايا NFASC والكونتاكتين (contactin). الكونتاكتين موجود أيضًا في العقد في الجهاز العصبي المركزي والتفاعل مع هذا الجزيء يعزز التعبير السطحي لقنوات الصوديوم.

## تطور
لقد دُرست التغييرات المعقدة التي تخضع لها خلايا شوان أثناء عملية تكون الميالين للألياف العصبية المحيطية بشكل مكثف. يحدث التغليف الأولي للمحاور دون انقطاع على امتداد كامل خلية شوان.  يتم تسلسل هذه العملية من خلال الطي الداخلي لسطح خلية شوان بحيث يتم تكوين غشاء مزدوج للوجوه المتعارضة لسطح خلية شوان المطوية. يمتد هذا الغشاء ويلف نفسه بشكل حلزوني مرارًا وتكرارًا مع استمرار طي سطح خلية شوان. ونتيجة لذلك، يمكن التحقق بسهولة من زيادة سمك غمد المايلين في قطرها المستعرض. من الواضح أيضًا أن كل دورة متتالية من اللولب تزداد في الحجم على طول طول المحور العصبي مع زيادة عدد الدورات. ومع ذلك، ليس من الواضح ما إذا كان يمكن حساب الزيادة في طول غمد المايلين فقط من خلال زيادة طول المحور العصبي المغطى بكل دورة متتالية من اللولب، كما هو موضح سابقًا.  عند تقاطع خليتين شوان على طول محور عصبي، فإن اتجاهات التراكب الصفائحي لنهايات المايلين لها معنى معاكس. يشكل هذا التقاطع، المجاور لخلايا شوان، المنطقة المحددة كعقدة رانفييه.

## الوظيفة
1. جهد الفعل:

جهد الفعل هو ارتفاع في كل من التفريغ الأيوني الإيجابي والسلبي الذي ينتقل على طول غشاء الخلية. يمثل تشكل وانتقال جهود الفعل وسيلة أساسية للتواصل في الجهاز العصبي. تمثل جهود الفعل انعكاسات سريعة في الجهد عبر غشاء البلازما للمحاوير. يتم التوسط في هذه الانعكاسات السريعة بواسطة قنوات أيونية ذات بوابات جهدية موجودة في غشاء البلازما.  ينتقل جهد الفعل من موقع واحد في الخلية إلى آخر، ولكن تدفق الأيونات عبر الغشاء يحدث فقط في عُقد رانفييه. ونتيجة لذلك، تقفز الإشارة المحتملة للعمل على طول المحور العصبي، من العقدة إلى العقدة الأخرى، بدلاً من الانتشار بشكل مستمر/متواصل، كما تفعل في المحاور التي تفتقر إلى غمد الميالين، مما يسمح تجميع قنوات أيونات البوتاسيوم الصوديوم والبوابات في العقد بهذا السلوك.
2. توصيل قفزي:

يكون انتشار جهود الفعل على طول محاور الخلايا العصبية الميالينية (على اليمين) أسرع بكثير مما هو عليه في المحاور الغير ميالينية (على اليسار)، وذلك بسبب التوصيل القفزي.

نظرًا لأن المحاور العصبية يمكن أن تكون ميالينية أو غير ميالينية، فإن جهود الفعل لها طريقتان للانتقال إلى أسفل المحور العصبي. ويشار إلى هذه الطرق على أنها التوصيل المستمر/المتواصل للمحاور الغير ميالينية، والتوصيل القفزي للمحاور الميالينية. يتم تعريف التوصيل القفزي على أنه انتشار جهود الفعل على طول المحاور العصبية الميالينية بطريقة «قفزية» من عُقْدَةُ رانْفِييه واحدة إلى العقدة التالية، مما يزيد من سرعة توصيل جهود الفعل.
تم توضيح هذه العملية على أنها الشحنة التي تنتشر بشكل سلبي من عقدة رانفييه واحدة إلى العقدة التالية لإزالة الاستقطاب واعادة المحور إلى العتبة التي ستؤدي بعد ذلك إلى حدوث جهد الفعل في هذه المنطقة والتي ستنتشر بعد ذلك بشكل سلبي إلى العقدة التالية وما إلى ذلك.
يوفر التوصيل القفزي ميزة واحدة على التوصيل المستمر الذي يحدث على طول المحاور العصبية الغير ميالينية وهي السرعة. هذا يعني أن السرعة المتزايدة التي يوفرها هذا النمط من التوصيل تضمن تفاعلًا أسرع بين الخلايا العصبية. من ناحية أخرى، اعتمادًا على متوسط معدل إطلاق الخلايا العصبية، تُظهر الحسابات أن التكلفة النشطة للحفاظ على الإمكانات الباقية للخلايا قليلة التغصُّن يمكن أن تفوق توفير الطاقة لإمكانات الحركة. لذا، فإن ميالين المحوار قد لا توفر الطاقة بالضرورة.

## الأهمية السريرية
قد تؤدي إصابة البروتينات في هذه المجالات المُستثارة للخلايا العصبية إلى اضطرابات معرفية وأمراض عصبية مختلفة.

## التاريخ
يعتبر الطبيب الفرنسي وأخصائي علم الأمراض وعلم التشريح وعلم الأنسجة لويس أنطوان رانفييه هو مكتشف عقد رانفييه. 

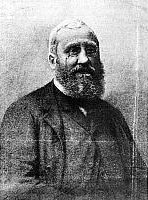
لويس أنطوان رانفييه (1835–1922)

## صور إضافية

مخطط كامل للخلايا العصبية
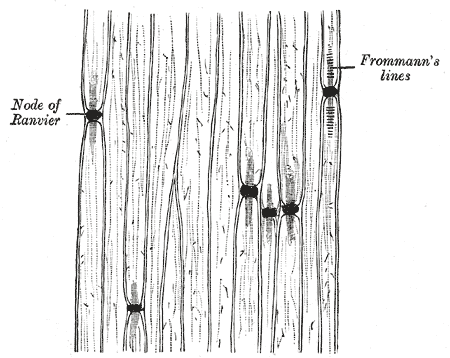
ألياف عصبية ملتوية ملونة بنترات الفضة

## روابط خارجية
- قاعدة بيانات مركزية الخلية - عقدة رانفييه
- صور تشريحيَّة: nervous/pns/nerve2/nerve5 - علم الأعضاء المقارن في جامعة كاليفورنيا، ديفيس - «PNS ، العصب (LM ، متوسط)»